# تيميني
تيميني (Τέμενη) هي مدينة في أهيا في مقاطعة كينتريكي إلادا في اليونان.